# Adrien Van de Putte
Adrien Van de Putte (Overijse, 12 juni 1911 – Antwerpen, 28 mei 1994) was een Belgische dichter, vertaler-uitgever, kunstschilder, etser, beeldhouwer en tekenaar.

## Biografie

### Druiventeler-dichter
Hij volgde Grieks-Latijnse humaniora aan het Collège Saint-Boniface te Elsene, en een kandidatuur Wijsbegeerte en Letteren aan de Facultés universitaires Saint-Louis te Brussel. Als enige zoon van Joseph Vandeputte, gemeentelijk onderwijzer te Overijse, en Clothilde Verheyen, startte hij in het familiaal druiventeeltbedrijf onder glas, wat in de streek van Hoeilaart-Overijse in het interbellum een grote bloeiperiode kende. Met de hulp van enkele arbeiders kon hij het familiebedrijf beheren en zich wijden tegelijk aan zijn favoriete hobby's: schrijven en schilderen.
Begin jaren dertig wendde hij zich tot de poëzie en sloot zich via zijn neef, de Vlaamse (Kempense) schrijver Jozef Simons en auteur o.m. van de oorlogsroman Eer Vlaanderen vergaat (1927), aan bij de tweetalige literaire kring Scriptores Catholici, die in 1934 was opgericht door Firmin Vandenbosch en Felix Timmermans. Hij was adjunct-secretaris van 1937 tot 1945 en Franstalig secretaris-generaal tot 1949.
Hij publiceerde zijn eerste dichtbundel, Rhapsodie, in 1934 en richtte zijn eigen uitgeverij op onder de naam 'Les Roses', genoemd naar de familievilla en annexserrenbedrijf in Overijse. Hij begon het werk van Jozef Simons in het Frans te vertalen, waaronder diens bekendste roman Harslucht (Résines, 1936), alsook het werk van Nederduitse en Italiaanse auteurs; hij stelde ook een Anthologie des écrivains flamands samen. In 1938 trouwde hij met Marguerite Bruffaerts, nicht van de Overijsese schilder Louis Rigaux. Datzelfde jaar won hij de Eerste Prijs van de Union Belge des Gens de Lettres op de Watertentoonstelling in Luik en het jaar daarop publiceerde hij zijn tweede bundel, Les Sarments de ma vigne. Hij publiceerde zijn gedichten, verhalen en kortverhalen in de Revue Belge, Pourquoi Pas, Revue Générale en Le Patriote Illustré, en schreef vele hoorspelen, waaronder Le Duc de Brabant (tweemaal uitgezonden op het INR, de Franstalige voorloper van de VRT) en het toneelstuk La Passagère, het meterschap werd opgenomen door Mary Churchill, dochter van Winston Churchill, gestationeerd als ATS (Auxiliary Territorial Service) in Overijse in 1945, die er nauw verbonden was met de familie. Louis Rigaux maakte een portret van haar dat als geschenk voor de Britse Eerste Minister tijdens zijn triomfantelijk onthaal in Brussel op 3 juni 1945 werd overhandigd. Adrien Van de Putte is Franstalig lid van de Vereniging van Belgische Schrijvers.

### Druiventeler-schilder
Parallel met zijn literaire activiteiten begon hij als autodidact te schilderen en volgde hij de adviezen op van zijn verwant, de schilder Louis Rigaux, en hun gemeenschappelijke vriend, de Brabantse fauvist Jehan Frison. Zijn eerste werken waren impressionistisch van stijl en hadden als thema zijn geboortedorp en het omliggende Brabant. Hij beoefende de graveerkunst en precies tijdens de oorlog, toen hij grote moeilijkheden ondervond bij het afdrukken van zijn etsen, probeerde hij een zachtere, gemakkelijker hechtende inkt te maken die hem in staat zou stellen het zonder pers te doen. Het gaat om de gebruikelijke poeders, aarde en andere stoffen, verwerkt in een bindmiddel dat noch olie, noch pastel, noch gouache is, maar de uiterste vastheid van olie bezit. Dit proces, dat de vrucht is van het toeval, zal hij dopen met de naam "chromatine", omdat het een zeer verdeeld chromatisme mogelijk maakt dat zal worden aangebracht op een geschikte drager zijnde de unalit.
De naoorlogse periode was rampzalig, gezien de hoge kosten van de wederopbouw van de serres, die voortdurend vertraging opliepen, en de verhoging van de sociale lasten. Hij besloot alles te verkopen om een gebouw voor commercieel gebruik te bouwen op de plaats van het oude Huis Bruffaerts, een tabaks-, sigaren- en wijnwinkel die werd uitgebaat door de familie van zijn vrouw. Het echtpaar verhuisde daarheen in 1949.
In die tijd startte hij samen met een partner Arts & Modes, een bedrijf dat gespecialiseerd was in glaswerk, namaakjuwelen en fantazieartikelen. Dit bedrijf werd al snel gedwongen zijn deuren te sluiten. Na verschillende pogingen om door te breken in de reclamewereld, met name bij de Antwerpse Innovation, vond hij uiteindelijk werkzekerheid als ambtenaar bij het Provinciaal Bestuur van Brabant in Brussel, vanaf 1953.

### Schrijvende schilder
Zijn carrière als schilder begon pas echt na de oorlog met een eerste tentoonstelling in 1944 in de Galerie La Renaissance in Namen waar hij exposeerde met Louis Rigaux, Jehan Frison en Charles Viaene. In 1949 schilderde hij het Gedenkteken voor de Karabiniers die in 1940-1945 voor het Vaderland zijn gesneuveld, een groot doek dat werd ingehuldigd in de mess van de onderofficieren van de Dailly-kazerne in Brussel, nu verdwenen. In 1950 werd zijn laatste dichtbundel, Rissolette, gepubliceerd met de steun van de Académie royale de langue et de littérature françaises de Belgique.
In 1954 vond zijn eerste individuele tentoonstelling plaats in de Galerie Bellini in Brussel en de pers was vol lof: "Uitstekende tentoonstelling van Adrien Van de Putte [...] Nieuwe techniek. Zeer smaakvol decoratief effect. [...] Zeer fris en zacht mat effect. Een beetje tapijt-kunst op sommige plekken, met een zeer verdeelde chromatiek, met ontelbare tonen, halve tonen en kwarttonen". In 1955 gevolgd door een tentoonstelling in de Galerie Lautrec (Brussel) en een deelname aan de Salon des Artistes Français (Grand Palais) in Parijs. In datzelfde jaar ontstonden in Terhulpen de "Artistes des Ardennes Brabançonnes", een groep kunstenaars waar hij zich bij aansloot en met wie hij aan een groot aantal tentoonstellingen in Waals-Brabant deelnam.
In 1960 nam hij deel aan de wedstrijd georganiseerd door de Galerie Raymond Duncan in Parijs en werd hij geselecteerd voor de Grand Prix van New York, die hem de gelegenheid gaf te exposeren in de Ligoa Duncan Gallery in New York. In september van hetzelfde jaar kreeg hij de Prijs voor het beste landschap van de Galerij Duncan in Parijs. De journalist van Ons Land schrijft “Een van de meest opvallende eigenschappen van zijn landschappen, portretten en stillevens is wel dat zij uitgesproken luministisch zijn en als het ware licht schijnen uit te stralen. Het tintelt van licht, het danst en trilt in alle tonaliteiten. Het lijkt soms wel of zijn landschappen het licht van de zon hebben opgeslorpt om het nadien gefilterd opnieuw los te laten. Het is met andere woorden een bepaald levensblije kunst, sterk in tegenspraak met het morbide, het gepijnigde of het cerebrale, waar zoveel moderne artiesten langzaam maar zeker in dreigen te verstikken.” Begin 1961 nam hij als enige Belg deel aan de tentoonstelling Vijftien jonge figuratieve schilders, naast Jean Cocteau, Othon Friesz, Pierre Laprade en Roland Oudot in de Galerie Iris (Parijs, 8ste).
In de zomer van 1961 heeft een bezoek aan het atelier van Jean Lurçat in Saint-Céré, tijdens een verblijf in de Périgord-streek, hem de monumentale composities van de tapijtwever doen ontdekken en hem bevestigd in zijn uitvoering van de wandtapijtenreeks in marqueterie, volgens een nieuw procédé zonder weefgetouw, dat een vernieuwing betekende. Hij zette deze techniek vervolgens om in zijn composities op doek. Zijn tentoonstelling in de Galerie De Gouden Ram in Antwerpen in 1962 bracht de pers tot de uitspraak: "Slechts weinig artisten zijn erin gelukt, de moderne matière-behandeling op natuurlijke wijze ten dienste te stellen van hun figuratieve uitbeelding. Adrien Van de Putte kon dit probleem uitstekend oplossen, temeer daar hij het nodige constructief talent bezit om, met doorgaans rechthoekige kleurvlakjes, een figuratief geheel evenwichtig op te bouwen."

### Topograaf van de verbeelding
Maar het is aan het eind van de jaren zestig dat hij zijn volle maturiteit bereikt. Hij stelde zijn beste schilderijen tentoon in de "Galerie de la Jeune Peinture belge" van de Galerie Isy Brachot in Brussel, samen met Marcel Delmotte. De journalist van De Standaard schreef over deze tentoonstelling: " Soms is het werk van de kunstschilder surrealistisch. Maar meestal staat hij met de voeten stevig op de grond. Hij maakt gebruik van zijn recht om te fantazeren over zijn onderwerp. Folklore, dorpskermissen en velokoers worden met ingewikkelde konstrukties opgebouwd en uitgewerkt tot eigen composities. Vaak vinden wij er gotische vormen in en het is alsof de huizen en kerken van zijn dorpjes meedansen met al de beweging die er heerst. Het is daarbij ook opvallend hoe Van de Putte er in slaagt een perspektief te leggen in zijn ontwerpen. Vol kleur weet de kunstschilder ons ook het oude Brussel uit te beelden. Hij vindt het dan ook spijtig dat zo duchtig wordt voortgewerkt aan de vernieling van de schilderachtige plekjes, die er te Brussel nog waren. Zoals de kunstenaar van zijn dorpsscènes een gebeurtenis maakt, zo handelt hij ook met de figuurstukken. De klederen van zijn driekoningen vormen een merkwaardige vlekkencompositie."
Talrijke reizen door Nederland, Frankrijk en Italië in het bijzonder, inspireerden zijn werk met betrekking tot de kleine havens van het IJsselmeer (Hindeloopen, Hoorn, Urk, Volendam, Spakenburg) of in Zeeland (Veere). Ook Bretagne en vele plaatsen in de Périgord hebben hem geïnspireerd, zoals Saint-Cirq-Lapopie, en de concentrische Provençaalse dorpen van de Luberon (Gordes, Joucas, Barjols, Murs (Vaucluse)) of de Drôme (Vaison-la-Romaine), en niet te vergeten Carcassonne vanwege de indrukwekkende middeleeuwse vestingstad. Italië en de perspectieven van de kunstenaars van het Quattrocento zullen een grote invloed hebben op zijn werk en de steden van de Veneto en de boorden van het Gardameer zoals Sirmione, net als Firenze, Siena, San Gimignano zullen motieven zijn in deze composities van middeleeuwse steden.
Het bruisende artistieke veld van de naoorlogse jaren en de aantrekkingskracht van Parijs als kunstcentrum, gaven hem de gelegenheid zijn pen weer op te nemen als kunstcriticus. In 1961 onderschrijft hij in het artikel La peinture actuelle à Paris... et ailleurs het "collectieve temperament" dat door de Ecole de Paris werd afgekondigd "waarbij [...] de fauvistische en kubistische tendensen worden uitgebuit (maximale kleurintensiteit, gecombineerd met de deconstructie van de vormen)". En hij voegt eraan toe: "Laten we eerlijk zijn: het is moeilijk om aan deze fascinatie op het eerste gezicht te weerstaan, vooral voor ons mensen uit het 'noorden' bij wie altijd een beetje mist aan onze wenkbrauwen blijft plakken en wij ons, in tegenstelling tot onze 'zuiderse' collega's, niet in staat tonen tot deze duizelingwekkende kleurenspelletjes." Toch dringt hij aan op het benadrukken van het "expressionistische principe" waarvan "wij Belgen des te meer kunnen beweren deelachtig te zijn. Dit expressionisme was niet alleen de eclatante geloofsbelijdenis van Constant Permeke, Gustave De Smet, Frits Van den Berghe, Jean Brusselmans en Edgard Tytgat, maar is ons door de eeuwen heen blijven inspireren, als een element van onze eigen natuur, van de verluchters van de Middeleeuwen tot Pieter Breugel de Jonge en Jeroen Bosch. De schilderkunst in ons land heeft haar band met de landelijkheid nooit verloren. De kunst houdt van eenvoudige dingen, eenvoudige mensen, biecht haar fouten op, soms met een vleugje humor, en houdt altijd een beetje modder aan haar klompen".
Het jaar daarop, in 1962, analyseerde hij in een artikel getiteld Comprendre l'art abstrait de nieuwe tendensen door te verklaren: "De schilderkunst is geen middel om te weten. Als dat wel zo was, "zou het woedend inferieur zijn aan de geometrie", zoals Jacques Maritain zegt [...] Originaliteit alleen en onderzoek hebben kunstenaars altijd gered van een snel ondraaglijke mimesis.” "Authentieke abstracte kunst, wat men ook moge denken, is noch een grap noch een provocatie. In het geweld en de omvang van haar uitingen bespeurt men op de eerste plaats een poging om de irrationaliteit van onze tijd, die van Sartre en Camus, te vertalen." En verderop gaat Adrien Van de Putte in op de vorm: "De suggestieve kracht van zuivere kleur heeft altijd de meest realistische kunstenaars verleid [...] Deze inspiratie in haar zuiverste vorm, ongebonden door enige theorie, is te vinden in een aantal schetsen van de grote meesters - de echte schilderijen van Constable zoals hijzelf zei - en waarin zij zich lieten gaan in een ongecontroleerde geestdrift, minachtend voor het publiek, en de enige zuiver picturale elementen vermenigvuldigend: vormen, kleuren, harmonieën. [...] Abstractie is dus niet nieuw; wat nieuw is, is het exclusieve gebruik dat men ervan wil maken. "
Aan het eind van de jaren '60 begon hij een boek te schrijven, gebaseerd op zijn eigen onderzoek in de schilderkunst en zijn veelzijdige lectuur over kunst en psychologie, dat hij Le bilan de la voyance dans l'art noemde, een manuscript dat tot op heden niet is gepubliceerd.
De jaren zeventig zullen een aanhoudende productie te zien geven van werken waarin het gereconstrueerd realisme plaats zal maken voor een meer naïeve stijl die "het genot van de ogen verzoent met de blijheid van de geest" (10). In 1974 stelde hij tentoon in de Galerie Le Maca in Waver, drie jaar later gevolgd door een tentoonstelling in de Galerie Paolo in Antwerpen, ingehuldigd door de Minister van Nederlandse Cultuur en Vlaamse Zaken Rika De Backer. In 1992 wijdde de gemeente Overijse een monografische tentoonstelling aan hem in het C.C. Den Blank om zijn 50-jarig schildersjubileum te vieren.
Na zijn dood vonden talrijke tentoonstellingen plaats o.m. in het Druivenmuseum in Overijse (1994), het Gemeentehuis van Huldenberg (1995), de “Bibliothèque des Sciences” in Louvain-la-Neuve (1996), het Museum voor Spontane Kunst in Brussel (1997), het Huis van de Kunstenaars in Anderlecht (1999) en de Espace Bernier in Waterloo in 2005.

## Openbare collecties
- Gemeentelijke verzamelingen van Overijse, Hoeilaart, Huldenberg, Terhulpen en Tervuren
- Collectie van de Provincie Vlaams-Brabant, Leuven
- Museum voor Spontane Kunst, Brussel
- Wellington Museum, Waterloo
- Stedelijk Museum (Ros Beiaard), Dendermonde